# Danh sách đĩa đơn quán quân năm 1956 (Mỹ)
Đây là danh sách đĩa đơn đứng đầu của Hoa Kỳ trong năm 1956, được xuất bản trong tạp chí âm nhạc Billboard. Trước khi bảng liệt kê Hot 100 được phát hành chính thức vào tháng 8/1958, bảng xếp hạng Billboard đưa ra các đánh giá khác nhau vào mỗi tuần:
1. Bán chạy nhất (Bestseller) - Bảng xếp hạng các đĩa đơn bán chạy nhất tại các đại lý bán lẻ, dựa trên thông tin cung cấp bởi các cửa hàng được khảo sát trên toàn Hoa Kỳ.
2. Phát trên làn sóng phát thanh (được các DJ sử dụng nhiều nhất) - Bảng xếp hạng các bài hát được phát thanh trên hầu hết các đài phát thanh Hoa Kỳ, dựa trên thông tin cung cấp bởi các DJ và các đài phát thanh.
3. Jukebox (được các máy phát nhạc tự động Jukebox mở nhiều nhất[1]) - Bảng xếp hạng các bài được chơi nhiều nhất bằng máy jukeboxe trên toàn nước Mỹ.
4. Top 100 - Bảng xếp hạng này kết hợp giữa hoạt động bán hàng phát thanh, và cũng chính là một phiên bản đầu tiên của bảng xếp hạng Hot 100.

| Ngày  | Bestseller                                                        | Phát trên làn sóng phát thanh                   | Jukebox                                           | Top 100                               |
| 7.1   | Sixteen Tons Tennessee Ernie                                      | Memories Are Made of This Dean Martin           | Sixteen Tons Tennessee Ernie                      | Sixteen Tons Tennessee Ernie          |
| 14.1  | Memories Are Made of This Dean Martin                             | Memories Are Made of This Dean Martin           | Sixteen Tons Tennessee Ernie                      | Memories Are Made of This Dean Martin |
| 21.1  | Memories Are Made of This Dean Martin                             | Memories Are Made of This Dean Martin           | Sixteen Tons Tennessee Ernie                      | Memories Are Made of This Dean Martin |
| 28.1  | Memories Are Made of This Dean Martin                             | Memories Are Made of This Dean Martin           | Memories Are Made of This Dean Martin             | Memories Are Made of This Dean Martin |
| 4.2   | Memories Are Made of This Dean Martin                             | Memories Are Made of This Dean Martin           | Memories Are Made of This Dean Martin             | Memories Are Made of This Dean Martin |
| 11.2  | Memories Are Made of This Dean Martin                             | Memories Are Made of This Dean Martin           | Memories Are Made of This Dean Martin             | Memories Are Made of This Dean Martin |
| 18.2  | Rock and Roll Waltz Kay Starr                                     | The Great Pretender The Platters                | Memories Are Made of This Dean Martin             | The Great Pretender The Platters      |
| 25.2  | Lisbon Antigua Nelson Riddle                                      | The Great Pretender The Platters                | The Great Pretender The Platters                  | The Great Pretender The Platters      |
| 3.3   | Lisbon Antigua Nelson Riddle                                      | Lisbon Antigua Nelson Riddle                    | Rock and Roll Waltz Kay Starr                     | Rock and Roll Waltz Kay Starr         |
| 10.3  | Lisbon Antigua Nelson Riddle                                      | Rock and Roll Waltz Kay Starr                   | Rock and Roll Waltz Kay Starr                     | Rock and Roll Waltz Kay Starr         |
| 17.3  | Lisbon Antigua Nelson Riddle                                      | Poor People of Paris Les Baxter                 | Rock and Roll Waltz Kay Starr                     | Rock and Roll Waltz Kay Starr         |
| 24.3  | Poor People of Paris Les Baxter                                   | Poor People of Paris Les Baxter                 | Rock and Roll Waltz Kay Starr                     | Poor People of Paris Les Baxter       |
| 31.3  | Poor People of Paris Les Baxter                                   | Poor People of Paris Les Baxter                 | Rock and Roll Waltz Kay Starr                     | Poor People of Paris Les Baxter       |
| 7.4   | Poor People of Paris Les Baxter                                   | Poor People of Paris Les Baxter                 | Rock and Roll Waltz Kay Starr                     | Poor People of Paris Les Baxter       |
| 14.4  | Poor People of Paris Les Baxter                                   | Lisbon Antigua Nelson Riddle                    | Poor People of Paris Les Baxter                   | Poor People of Paris Les Baxter       |
| 21.4  | Heartbreak Hotel/ I Was the One Elvis Presley                     | Poor People of Paris Les Baxter                 | Poor People of Paris Les Baxter                   | Poor People of Paris Les Baxter       |
| 28.4  | Heartbreak Hotel/ I Was the One Elvis Presley                     | Poor People of Paris Les Baxter                 | Poor People of Paris Les Baxter                   | Poor People of Paris Les Baxter       |
| 5.5   | Heartbreak Hotel Elvis Presley                                    | Hot Diggity Perry Como                          | Heartbreak Hotel/ I Was the One Elvis Presley     | Heartbreak Hotel Elvis Presley        |
| 12.5  | Heartbreak Hotel Elvis Presley                                    | Heartbreak Hotel Elvis Presley                  | Heartbreak Hotel Elvis Presley                    | Heartbreak Hotel Elvis Presley        |
| 19.5  | Heartbreak Hotel Elvis Presley                                    | Heartbreak Hotel Elvis Presley                  | Heartbreak Hotel Elvis Presley                    | Heartbreak Hotel Elvis Presley        |
| 26.5  | Heartbreak Hotel Elvis Presley                                    | Heartbreak Hotel Elvis Presley                  | Heartbreak Hotel/ I Was the One Elvis Presley     | Heartbreak Hotel Elvis Presley        |
| 2.6   | Heartbreak Hotel Elvis Presley                                    | Moonglow and Theme From "Picnic" Morris Stoloff | Heartbreak Hotel Elvis Presley                    | Heartbreak Hotel Elvis Presley        |
| 9.6   | Heartbreak Hotel Elvis Presley                                    | Moonglow and Theme From "Picnic" Morris Stoloff | Heartbreak Hotel Elvis Presley                    | Heartbreak Hotel Elvis Presley        |
| 16.6  | The Wayward Wind Gogi Grant                                       | Moonglow and Theme From "Picnic" Morris Stoloff | Heartbreak Hotel Elvis Presley                    | Heartbreak Hotel Elvis Presley        |
| 23.6  | The Wayward Wind Gogi Grant                                       | The Wayward Wind Gogi Grant                     | Heartbreak Hotel Elvis Presley                    | The Wayward Wind Gogi Grant           |
| 30.6  | The Wayward Wind Gogi Grant                                       | The Wayward Wind Gogi Grant                     | The Wayward Wind Gogi Grant                       | The Wayward Wind Gogi Grant           |
| 7.7   | The Wayward Wind Gogi Grant                                       | The Wayward Wind Gogi Grant                     | The Wayward Wind Gogi Grant                       | The Wayward Wind Gogi Grant           |
| 14.7  | The Wayward Wind Gogi Grant                                       | The Wayward Wind Gogi Grant                     | The Wayward Wind Gogi Grant                       | The Wayward Wind Gogi Grant           |
| 21.7  | The Wayward Wind Gogi Grant                                       | The Wayward Wind Gogi Grant                     | The Wayward Wind Gogi Grant                       | The Wayward Wind Gogi Grant           |
| 28.7  | I Want You, I Need You, I Love You/ My Baby Left Me Elvis Presley | The Wayward Wind Gogi Grant                     | I Almost Lost My Mind Pat Boone                   | The Wayward Wind Gogi Grant           |
| 4.8   | My Prayer/ Heaven on Earth The Platters                           | The Wayward Wind Gogi Grant                     | I Almost Lost My Mind Pat Boone                   | I Almost Lost My Mind Pat Boone       |
| 11.8  | My Prayer/ Heaven on Earth The Platters                           | The Wayward Wind Gogi Grant                     | I Almost Lost My Mind Pat Boone                   | I Almost Lost My Mind Pat Boone       |
| 18.8  | Hound Dog/ Don't Be Cruel Elvis Presley                           | My Prayer The Platters                          | I Almost Lost My Mind Pat Boone                   | My Prayer The Platters                |
| 25.8  | Hound Dog/ Don't Be Cruel Elvis Presley                           | My Prayer The Platters                          | My Prayer The Platters                            | My Prayer The Platters                |
| 1.9   | Hound Dog/ Don't Be Cruel Elvis Presley                           | My Prayer The Platters                          | Hound Dog/ Don't Be Cruel Elvis Presley           | My Prayer The Platters                |
| 8.9   | Hound Dog/ Don't Be Cruel Elvis Presley                           | Don't Be Cruel Elvis Presley                    | Hound Dog/ Don't Be Cruel Elvis Presley           | My Prayer The Platters                |
| 15.9  | Hound Dog/ Don't Be Cruel Elvis Presley                           | Don't Be Cruel Elvis Presley                    | Hound Dog/ Don't Be Cruel Elvis Presley           | Don't Be Cruel Elvis Presley          |
| 22.9  | Don't Be Cruel Elvis Presley                                      | Don't Be Cruel Elvis Presley                    | Don't Be Cruel/ Hound Dog Elvis Presley           | Don't Be Cruel Elvis Presley          |
| 29.9  | Don't Be Cruel/ Hound Dog Elvis Presley                           | Don't Be Cruel Elvis Presley                    | Hound Dog/ Don't Be Cruel Elvis Presley           | Don't Be Cruel Elvis Presley          |
| 6.10  | Don't Be Cruel/ Hound Dog Elvis Presley                           | Don't Be Cruel Elvis Presley                    | Hound Dog/ Don't Be Cruel Elvis Presley           | Don't Be Cruel Elvis Presley          |
| 13.10 | Don't Be Cruel/ Hound Dog Elvis Presley                           | Don't Be Cruel Elvis Presley                    | Hound Dog/ Don't Be Cruel Elvis Presley           | Don't Be Cruel Elvis Presley          |
| 20.10 | Don't Be Cruel/ Hound Dog Elvis Presley                           | Don't Be Cruel Elvis Presley                    | Hound Dog/ Don't Be Cruel Elvis Presley           | Don't Be Cruel Elvis Presley          |
| 27.10 | Don't Be Cruel/ Hound Dog Elvis Presley                           | Don't Be Cruel Elvis Presley                    | Hound Dog/ Don't Be Cruel Elvis Presley           | Don't Be Cruel Elvis Presley          |
| 3.11  | Love Me Tender Elvis Presley                                      | Love Me Tender Elvis Presley                    | Hound Dog/ Don't Be Cruel Elvis Presley           | Green Door Jim Lowe                   |
| 10.11 | Love Me Tender/ Any Way You Want Me Elvis Presley                 | Love Me Tender Elvis Presley                    | Hound Dog/ Don't Be Cruel Elvis Presley           | Green Door Jim Lowe                   |
| 17.11 | Love Me Tender/ Any Way You Want Me Elvis Presley                 | Love Me Tender Elvis Presley                    | Green Door Jim Lowe                               | Green Door Jim Lowe                   |
| 24.11 | Love Me Tender Elvis Presley                                      | Love Me Tender Elvis Presley                    | Green Door Jim Lowe                               | Love Me Tender Elvis Presley          |
| 1.12  | Love Me Tender Elvis Presley                                      | Love Me Tender Elvis Presley                    | Green Door Jim Lowe                               | Love Me Tender Elvis Presley          |
| 8.12  | Singing the Blues Guy Mitchell                                    | Singing the Blues Guy Mitchell                  | Love Me Tender/ Any Way You Want Me Elvis Presley | Singing the Blues Guy Mitchell        |
| 15.12 | Singing the Blues Guy Mitchell                                    | Singing the Blues Guy Mitchell                  | Singing the Blues Guy Mitchell                    | Singing the Blues Guy Mitchell        |
| 22.12 | Singing the Blues Guy Mitchell                                    | Singing the Blues Guy Mitchell                  | Singing the Blues Guy Mitchell                    | Singing the Blues Guy Mitchell        |
| 29.12 | Singing the Blues Guy Mitchell                                    | Singing the Blues Guy Mitchell                  | Singing the Blues Guy Mitchell                    | Singing the Blues Guy Mitchell        |